# Corral Hierba
Corral Hierba är en ort i Mexiko.   Den ligger i kommunen Las Rosas och delstaten Chiapas, i den sydöstra delen av landet, 800 km öster om huvudstaden Mexico City. Corral Hierba ligger 1 064 meter över havet och antalet invånare är 664.
Terrängen runt Corral Hierba är huvudsakligen kuperad, men åt nordost är den bergig. Runt Corral Hierba är det ganska glesbefolkat, med 38 invånare per kvadratkilometer. Närmaste större samhälle är Venustiano Carranza, 15,0 km väster om Corral Hierba. Omgivningarna runt Corral Hierba är en mosaik av jordbruksmark och naturlig växtlighet.